# 神谷昇
神谷 昇（かみたに のぼる、1949年（昭和24年）4月12日 - ）は、日本の政治家。自由民主党所属の前衆議院議員（2期）。泉大津市長（3期）、大阪府議会議員（4期）、泉大津市議会議員（4期）などを務めた。

## 来歴
大阪府泉大津市助松町に生まれる。1968年、大阪府立泉大津高等学校卒業。
1975年4月、泉大津市議会議員選挙に出馬し当時26歳で初当選、4期務める。1991年4月、大阪府議会議員に当選し、以降4期務める。2004年に泉大津市長に就任し、2012年11月30日に辞職するまで3期務めた。
2012年9月、自民党大阪18区支部長を務めていた遠藤敬が日本維新の会に鞍替えすると、自民党は神谷を大阪第18選挙区支部長に任命。同年12月の第46回衆議院議員総選挙に自民党公認で大阪18区から出馬するも、落選。
2014年12月の第47回衆議院議員総選挙では大阪18区から自民党公認で出馬し、遠藤に再び敗れたものの、比例復活で初当選を果たした。当選後、志帥会に所属した。
2017年10月の第48回衆議院議員総選挙では大阪18区から自民党公認で出馬し、遠藤に三度敗れたものの、比例復活で再選。
2021年10月の第49回衆議院議員総選挙では大阪18区から自民党公認で出馬し、遠藤に四度敗れた上に得票数を大きく落とし、比例復活もならず議席を失った。
2023年4月26日、自民党大阪府連は大阪18区を含む4選挙区で候補者を公募すると発表。7月5日には4月の第20回統一地方選挙の大阪府下での大敗を受け、党本部主導の形で現職支部長がいる6選挙区を加えた計10選挙区の公募を開始した。7月26日、神谷が大阪18区の公募に応募したものの、書類選考で落選したことが報じられた。同年、旭日重光章受章。

## 金銭授受問題
3つの選挙で金銭授受の疑惑がもたれている。(1) 2013年岸和田市長選挙、(2) 2017年岸和田市長選挙、(3) 2017年の衆院選である。
(1) 2013年11月に行われる岸和田市長選に向け、当時信貴芳則を含む2人の自民党市議が出馬の意向を固めていた。同年9月、自民党が信貴に推薦を出さないことが一旦決まると、信貴は10月4日と10月30日に支持者を通じ、同党大阪府第18選挙区支部長の神谷にそれぞれ100万円、計200万円を渡したとされる。それから5日後の11月4日、同党岸和田支部は翻意し信貴へ推薦を出す考えをまとめる。これを受け党府連は11月11日に推薦を決定。出馬予定だった市議は府連から「候補者を一本化してくれ」と言われついに出馬を断念。11月24日に実施された選挙で信貴は初当選を果たした。
(2) 2017年9月上旬、任期満了に伴う岸和田市長選挙に関連し、信貴と神谷は自民党岸和田支部幹部に対し、支援者が集めた党員申込書と党費約112万円の提供を申し出た。
(3) 2017年9月25日、安倍首相は衆議院解散を表明。その直後の9月下旬に選挙区内の和泉市議会議員11人と岸和田市議会議員3人に対し総額210万円を渡したとされる。神谷は「自民党支部から市議の後援会への寄付という趣旨であり、法的な問題はない」と主張しているが、現金は他党の議員にも配られた。和泉市議会の最大会派「明政会」7人のうち、自民系市議4人には各20万円、他の市議3人には各10万円が手渡され、自民系議員のいない別の会派「五月会」の市議4人には各10万円が手渡された。岸和田市議会の会派「自民クラブ」の市議3人には各20万円が手渡された。両市の市議は全員数日のうちに現金を返却したが、10月3日、神谷は和泉市議会「明政会」市議の自宅を訪れ、同市議の妻に20万円を渡した。同市議は神谷に再度現金を返却した。

### 神谷の主張
2017年の衆議院議員選挙前に神谷が大阪府内の地元市議に向けて現金を配布した問題で陳謝した。現金配布は公職選挙法には抵触しないと主張した。

## 政策

### 憲法改正
- 憲法改正に賛成[16]。
- 集団的自衛権の行使を禁じた政府の憲法解釈を見直すことに賛成[16]。
- 日本の核武装について今後の国際情勢によっては検討すべきとしている[16]。

### 消費税増税
- 2012年の公開アンケートにおいて、消費税を2014年4月に8%、2015年10月に10%まで引き上げる法律が成立したことについて「引き上げは必要だが、時期は先送りすべきだ」と回答している[16]。
- 2014年の公開アンケートにおいて、「2017年5月以降に消費税率を10%に引き上げるべきだ」と回答している[17]。
- 2017年の公開アンケートにおいて、消費税を2019年10月に10%に引き上げることについて「賛成」と回答している[18]。
- 「消費税0％の検討」を掲げた『国民を守るための「真水100兆円」令和2年度第2次補正予算に向けた提言』に賛同している[19]。

### その他
- 原発再稼働に賛成[20]。
- 選択的夫婦別姓制度導入について、賛成としている[21]。

## 所属団体・議員連盟
- 自民党たばこ議員連盟[22]
- 大阪府立泉大津高等学校同窓会会長代行
- 弥生鹿児島県人会最高顧問
- 岸和田港振興協会顧問
- 日本毛布工業組合顧問[23]
- 日本の尊厳と国益を護る会[24]
- 日本の未来を考える勉強会[25]